# خوزه لوئیس سانچز (بازیکن فوتبال)
خوزه لوئیس سانچز (انگلیسی: José Luis Sánchez; ۲۶ مهٔ ۱۹۷۴ – ۸ ژانویهٔ ۲۰۰۶) بازیکن فوتبال اهل آرژانتین بود.
از باشگاه‌هایی که در آن بازی کرده‌است می‌توان به باشگاه فوتبال ال پورونیر و باشگاه فوتبال بانفیلد اشاره کرد.